# Ratières
Ratières ist eine französische Gemeinde im Département Drôme. Ratières gehört zum Arrondissement Valence und zum Kanton Drôme des collines. Die Gemeinde hat 275 Einwohner (Stand: 1. Januar 2022). 

## Geographie
Ratières liegt etwa 43 Kilometer westlich von Grenoble. Umgeben wird Ratières von den Nachbargemeinden Saint-Avit im Norden, Bathernay im Osten, Charmes-sur-l’Herbasse im Südosten, Saint-Donat-sur-l’Herbasse im Süden, Bren im Südwesten sowie Claveyson im Westen. 

## Bevölkerungsentwicklung
| Jahr                       | 1911 | 1962 | 1968 | 1975 | 1982 | 1990 | 1999 | 2006 | 2013 |
| -------------------------- | ---- | ---- | ---- | ---- | ---- | ---- | ---- | ---- | ---- |
| Einwohner                  | 314  | 227  | 222  | 191  | 182  | 206  | 255  | 275  | 264  |
| Quellen: Cassini und INSEE |      |      |      |      |      |      |      |      |      |

## Sehenswürdigkeiten

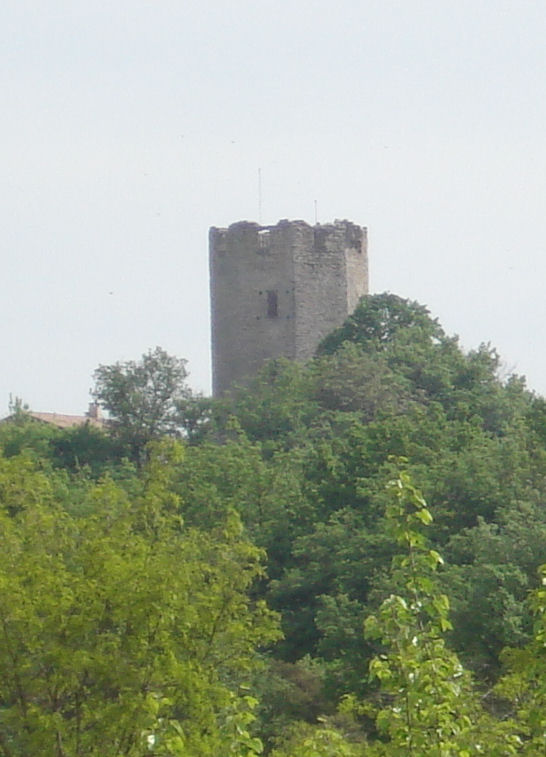
Sechseckiger Turm von Ratières

- sechseckiger Turm von Ratières